# Nehalem (település)
Nehalem (kiejtése: [niːˈheɪləm]) az Amerikai Egyesült Államok északnyugati részén, Oregon állam Tillamook megyéjében, a Csendes-óceánba ömlő Nehalem-folyó torkolatánál, a Nehalem-öbölben helyezkedik el. A várost 1889-ben alapították; nevét a nehalem (más néven tillamook) indiánokról kapta.
A 2010. évi népszámlálási adatok alapján 271 lakosa van. A város területe 0,62 km², melynek 100%-a szárazföld.
A várost kettészeli a 101-es szövetségi országút.

## Történet
A városnak egykor kiterjedt faipara volt, de az iparág hanyatlásával a város gazdasága is hanyatlani kezdett. A vasúton szállított rönköket a folyónál lévő fűrésztelepen dolgozták fel. Néhány talpfa a mai napig látható.
A Nehalem Elementary School (Nehalemi Általános Iskola) homlokzatán a Union High School felirat látható; régen, amikor a település népesebb volt, az általános iskolája mellett egy középiskolát is működtetett. Ma egy általános iskola és egy uszoda működik a városban, melyeket a North County Recreation District működtet; az uszodába járnak többek között a Tillamook Community College hallgatói is.
A városban alkalmanként előfordulnak áradások; az 1997-es nagy árvíz során több tejüzem is megrongálódott.
A portlandi Everclear együttes Sparkle and Fade albumán szerepel a Nehalem című dal, ami a város életéről szól.
2000-ben a város adott otthont a HGTV Dream House című műsornak, ahol a győztes egy berendezett házat és egy autót nyert.

## Éghajlat
A legcsapadékosabb a november–február, a legszárazabb pedig a július–augusztus közötti időszak. A legmelegebb hónap augusztus, a leghidegebb pedig január.
| Hónap                         | Jan.  | Feb.  | Már. | Ápr. | Máj. | Jún. | Júl. | Aug. | Szep. | Okt. | Nov.  | Dec.  | Év    |
| ----------------------------- | ----- | ----- | ---- | ---- | ---- | ---- | ---- | ---- | ----- | ---- | ----- | ----- | ----- |
| Rekord max. hőmérséklet (°C)  | 20,6  | 22,8  | 22,8 | 28,9 | 38,3 | 33,3 | 38,9 | 38,9 | 36,1  | 33,3 | 26,7  | 20,6  | 38,9  |
| Átlagos max. hőmérséklet (°C) | 11,1  | 12,2  | 13,3 | 14,4 | 16,7 | 18,3 | 20,0 | 20,6 | 20,6  | 20,0 | 17,2  | 13,3  | 16,5  |
| Átlaghőmérséklet (°C)         | 7,0   | 7,5   | 8,3  | 9,4  | 11,7 | 13,6 | 15,0 | 15,3 | 14,2  | 13,1 | 10,8  | 7,8   | 11,2  |
| Átlagos min. hőmérséklet (°C) | 2,8   | 2,8   | 3,3  | 4,4  | 6,7  | 8,9  | 10,0 | 10,0 | 7,8   | 6,1  | 4,4   | 2,2   | 5,8   |
| Rekord min. hőmérséklet (°C)  | −17,2 | −15,0 | −7,8 | −5,0 | −3,9 | −0,6 | 1,1  | 0,6  | −2,8  | −7,2 | −10,0 | −15,6 | −17,2 |
| Átl. csapadékmennyiség (mm)   | 343   | 254   | 246  | 180  | 119  | 94   | 36   | 33   | 76    | 175  | 351   | 335   | 2242  |
| Forrás: The Weather Channel   |       |       |      |      |      |      |      |      |       |      |       |       |       |

## Népesség

### 2010
A 2010-es népszámláláskor a városnak 271 lakója, 116 háztartása és 72 családja volt. A népsűrűség 436 fő/km². A lakóegységek száma 155, sűrűségük 249,3 db/km². A lakosok 93%-a fehér, 0,4%-a indián, 1,1%-a ázsiai, 3%-a egyéb-, 2,6% pedig kettő vagy több etnikumú. A mexikóiak aránya 5,9%.
A háztartások 20,7%-ában élt 18 évnél fiatalabb. 46,6% házas, 11,2% egyedülálló nő, 4,3% pedig egyedülálló férfi; 37,9% pedig nem család. 25% egyedül élt; 10,4%-uk 65 éves vagy idősebb. Egy háztartásban átlagosan 2,34 személy élt; a családok átlagmérete 2,78 fő.
A medián életkor 44,2 év volt. A város lakóinak 16,2%-a 18 évesnél fiatalabb, 10,3% 18 és 24 év közötti, 24,3%-uk 25 és 44 év közötti, 27,6%-uk 45 és 64 év közötti, 21,4%-uk pedig 65 éves vagy idősebb. A lakosok 47,2%-a férfi, 52,8%-uk pedig nő.

### 2000
A 2000-es népszámláláskor a városnak 203 lakója, 84 háztartása és 58 családja volt. A népsűrűség 326,6 fő/km². A lakóegységek száma 121, sűrűségük 194,7 db/km². A lakosok 98,03%-a fehér, 1,97% pedig kettő vagy több etnikumú. A mexikóiak aránya 1,48%.
A háztartások 25%-ában élt 18 évnél fiatalabb. 56% házas, 10,7% egyedülálló nő; 29,8% pedig nem család. 22,6% egyedül élt; 9,5%-uk 65 éves vagy idősebb. Egy háztartásban átlagosan 2,42 személy élt; a családok átlagmérete 2,88 fő.
A város lakóinak 25,1%-a 18 évnél fiatalabb, 4,4%-a 18 és 24 év közötti, 24,1%-a 25 és 44 év közötti, 24,1%-a 45 és 64 év közötti, 22,2%-a pedig 65 éves vagy idősebb. A medián életkor 42 év volt. Minden 100 nőre 107,1 férfi jut; a 18 évnél idősebb nőknél ez az arány 94,9.
A háztartások medián bevétele 40 250 amerikai dollár, ez az érték családoknál $47 679. A férfiak medián keresete $30 000, míg a nőké $27 813. A város egy főre jutó bevétele (PCI) $15 408. A családok 9%-a, a teljes népesség 7,7%-a élt létminimum alatt; a 18 év alattiaknál ez a szám 5,5%, a 65 év felettieknél pedig 3%.

## Fordítás
Ez a szócikk részben vagy egészben  a   Nehalem, Oregon című angol Wikipédia-szócikk ezen változatának fordításán alapul.  Az eredeti cikk szerkesztőit annak laptörténete sorolja fel. Ez a jelzés csupán a megfogalmazás eredetét és a szerzői jogokat jelzi, nem szolgál a cikkben szereplő információk forrásmegjelöléseként.